# نوی‌اشترلیتس
شهر نوی‌اشترلیتس (به آلمانی: Neustrelitz) در ایالت مکلنبورگ-فورپومن در کشور آلمان واقع شده‌است.

## نگارخانه

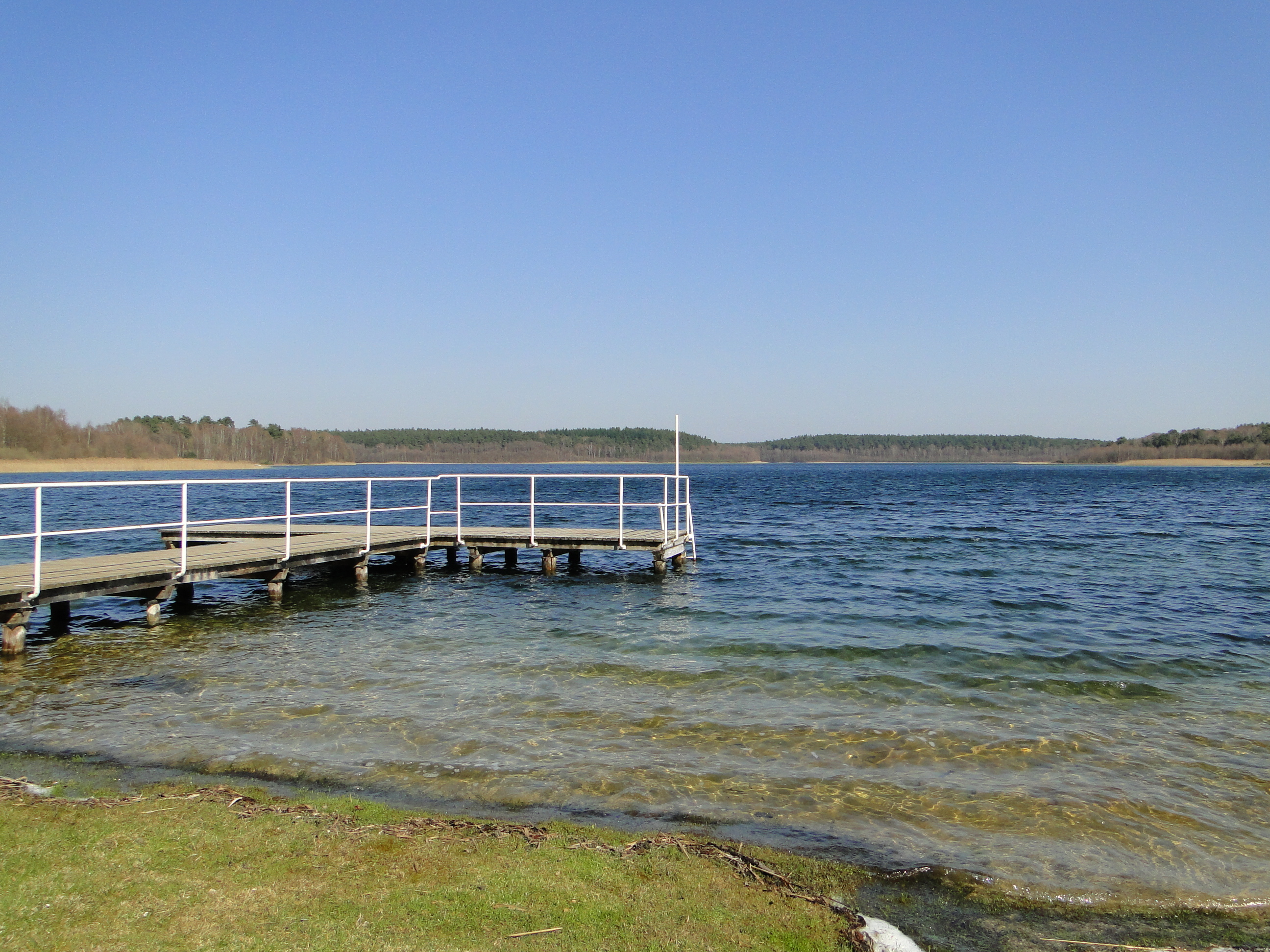
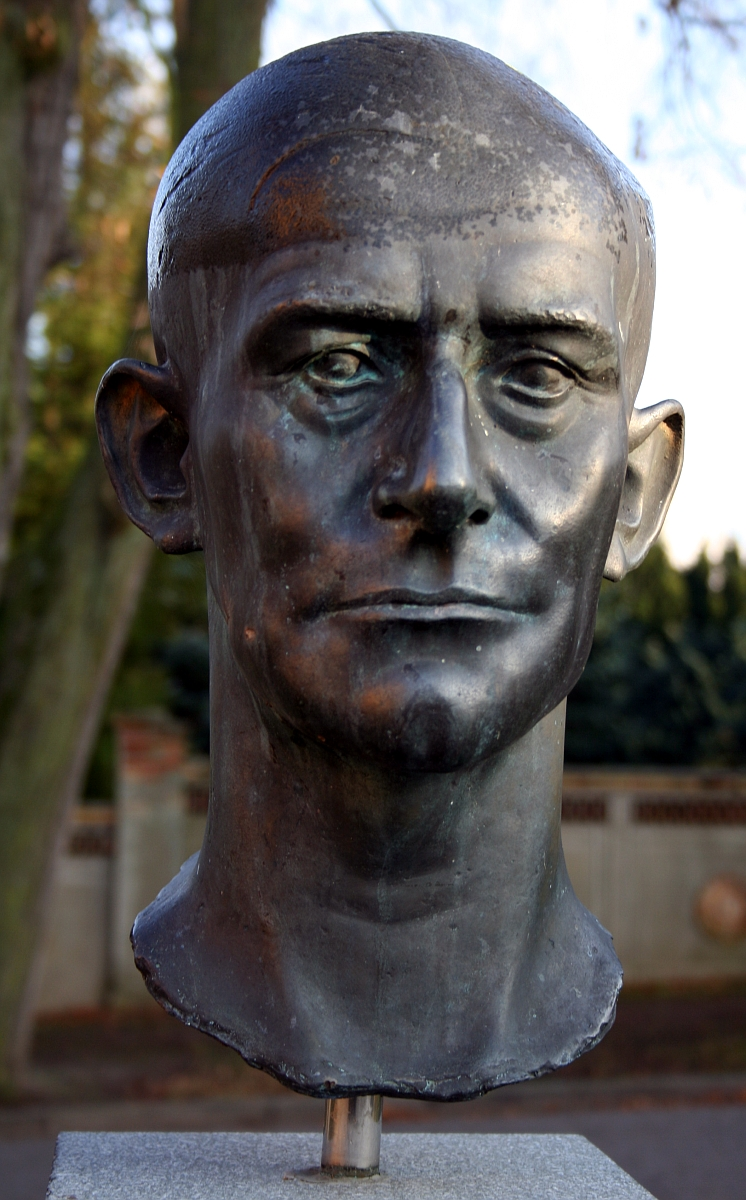
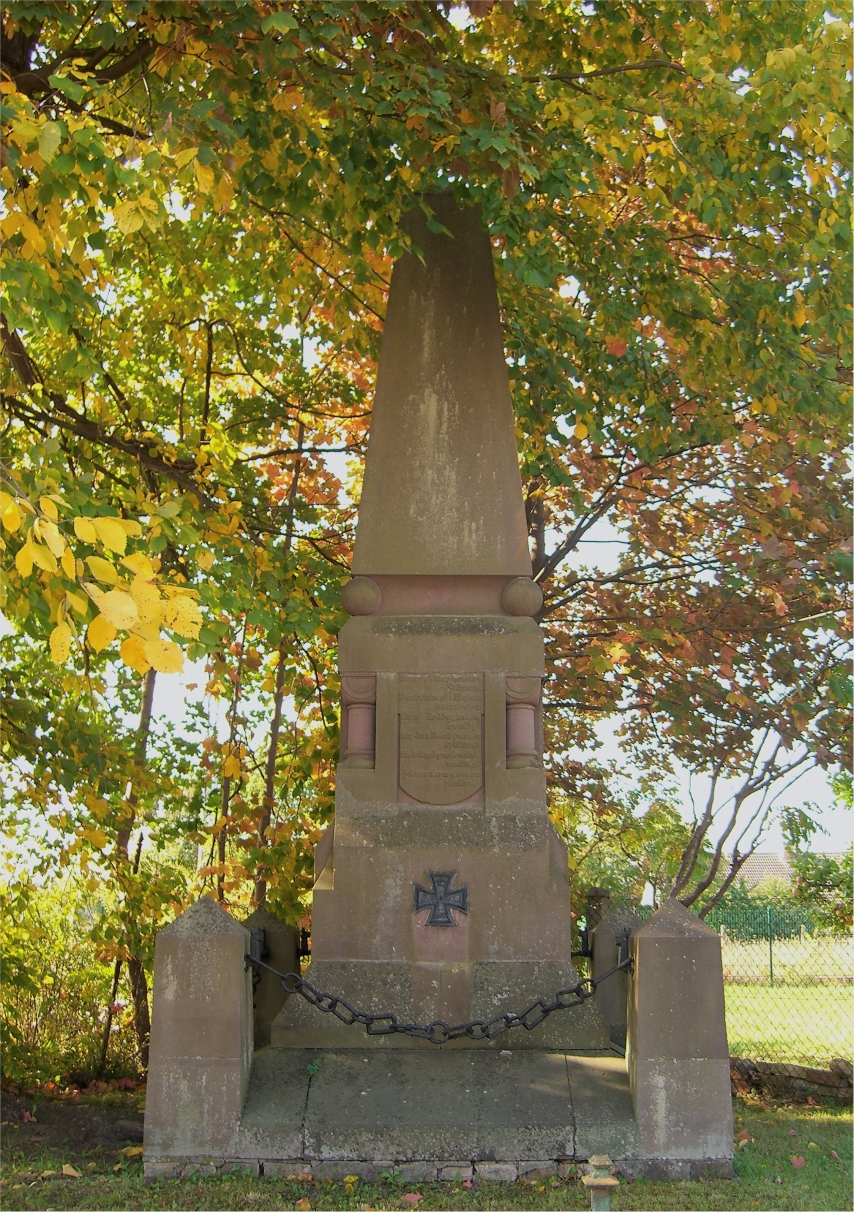